# Elvis (1973)
| Recensione   | Giudizio |
| ------------ | -------- |
| AllMusic     | [ 2 ]    |
| MusicHound   | [ 3 ]    |
| Rough Guides | [ 4 ]    |

Elvis è il 36° album in studio di Elvis Presley, pubblicato nel 1973. Il disco è noto anche come The Fool Album dal nome di una delle canzoni contenute in esso, per differenziarlo dall'omonimo album del 1956. I brani It's Still Here, I'll Take You Home Again, Kathleen e I Will Be True vedono Elvis suonare il pianoforte. Il brano Fool fu pubblicato come singolo e raggiunse la posizione numero 15 in classifica in Gran Bretagna.

## Descrizione
Originariamente il disco era stato ideato dalla RCA come metà registrato in studio e per metà composto da esibizioni live, ma il produttore Felton Jarvis, per rendere maggiormente omogeneo il contenuto dell'album, sostituì tutti i brani dal vivo (eccetto It's Impossible) con dei brani melodici in gran parte incisi in solitudine da Presley al pianoforte. Notevole è la presenza sull'album di una cover di una composizione di Bob Dylan, Don't Think Twice, It's All Right, velocizzata ed eseguita da Elvis in uno stile maggiormente country rispetto all'originale.

## Tracce
Lato 1
1. Fool (James Last, Carl Sigman) - 2:40
2. Where Do I Go from Here? (Paul Williams) - 2:38
3. Love Me, Love the Life I Lead (Roger Greenaway, Tony Macaulay) - 3:03
4. It's Still Here (Ivory Joe Hunter) - 2:04
5. It's Impossible (Armando Manzanero, Sid Wayne) - 2:51

Lato 2
1. (That's What You Get) For Lovin' Me (Gordon Lightfoot)  - 2:06
2. Padre (Jacques Larue, Paul Francis Webster, Alain Romans) - 2:28
3. I'll Take You Home Again, Kathleen (Thomas Paine Westendorf) - 2:23
4. I Will Be True (Ivory Joe Hunter) - 2:30
5. Don't Think Twice, It's All Right (Bob Dylan)[8] - 2:42

## Formazione
- Elvis Presley - chitarra, pianoforte, voce
- James Burton - chitarra
- The Sweet Inspirations - cori
- Joe Babcock - cori
- Kenneth A. Buttrey - batteria
- Jerry Carrigan - batteria
- Chip Young - chitarra
- Glen D. Hardin - pianoforte
- Delores Edgin - cori
- Joe Esposito - chitarra, percussioni
- Emory Gordy Jr. - basso
- Charlie Hodge - chitarra
- Ginger Holladay - cori
- The Imperials Quartet - cori
- Millie Kirkham - cori
- June Page - cori
- Norbert Putnam - basso
- Temple Riser - cori
- Jerry Scheff - basso
- J. D. Sumner - voce
- Ron Tutt - batteria
- Hurshel Wiginton - cori
- John Wilkinson - chitarra
- Mary Holliday - cori
- Kathy Westmoreland - cori
- Charlie McCoy - armonica
- Joe Guercio - direttore d'orchestra
- David Briggs - pianoforte